# Japanische Badmintonmeisterschaft 1965
Die Japanische Badmintonmeisterschaft 1965 war die 19. Austragung der nationalen Titelkämpfe im Badminton in Japan. Sie fand vom 2. bis zum 5. Dezember 1965 in Akita statt.

## Titelträger
| Disziplin    | Sieger                        |
| ------------ | ----------------------------- |
| Herreneinzel | Masao Akiyama                 |
| Dameneinzel  | Mitsuko Yokoyama              |
| Herrendoppel | Takeshi Miyanaga Eiichi Sakai |
| Damendoppel  | Noriko Takagi Hiroe Amano     |
| Mixed        | Yoshiaki Tojo Fumiko Yokoi    |